# Setihercostomus setifacies
Setihercostomus setifacies är en tvåvingeart som först beskrevs av Stackelberg 1934.  Setihercostomus setifacies ingår i släktet Setihercostomus och familjen styltflugor. Inga underarter finns listade i Catalogue of Life.